# Horace-Bénédict de Saussure
Horace-Bénédict de Saussure, född 17 februari 1740 i Genève, död där 22 januari 1799, var en schweizisk naturforskare; far till Nicolas-Théodore de Saussure, farfar till Henri de Saussure. 
Saussure var 1762-86 professor i fysik och filosofi i Genève. Han gjorde studiet av Alperna och Jurabergen, deras geologiska, meteorologiska, fysiska och växtgeografiska förhållanden till sin livsuppgift. Han ägnade sig även åt värmeläran, kroppars utvidgning genom värme och uppfann 1783 hårhygrometern. Resultaten av sin forskning nedlade han i Voyages dans les Alpes (fyra volymer, 1779-96). 
Saussure anslöt sig inte till någon av de då stridande geologiska skolorna, ej heller uppställde han något nytt geologiskt system, såsom då ofta seden var; men han gjorde en ofantligt stor mängd noggranna och värdefulla geologiska, mineralogiska, fysiska och botaniska undersökningar. Han invaldes 1784 som utländsk ledamot av Vetenskapsakademien i Stockholm.

## Eftermäle
Nedslagskratern Saussure på månen och asteroiden 13580 de Saussure är uppkallade efter honom.
Auktorsnamnet Sauss. kan användas för Horace-Bénédict de Saussure i samband med ett vetenskapligt namn inom botaniken; se Wikipediaartiklar som länkar till auktorsnamnet.